# Utsukushii kare
Utsukushii kare (美しい彼?, lett. "Bellissimo lui", noto anche con il titolo internazionale My Beautiful Man) è un dorama giapponese tratto dall'omonimo romanzo di Yū Nagira.
La serie, messa in onda su MBS, è composta da due stagioni: la prima, trasmessa dal 19 novembre 2021 al 24 dicembre 2021, e la seconda, trasmessa dall'8 febbraio 2023 al 1º marzo 2023.

## Trama

### Prima stagione
Hira Kazunari, un liceale affetto da balbuzie, privo di amicizie e desideroso di sfuggire all'attenzione, è noto per essere un appassionato fotografo, sempre in compagnia della sua macchina fotografica. Durante la cerimonia di apertura del terzo anno, mentre il ragazzo fatica a presentarsi a causa dei suoi balbettii, fa la sua entrata tardiva in classe Kiyoi Sō, il quale, dotato di un carisma travolgente e di una bellezza straordinaria, cattura subito l'attenzione di Hira. Ignorato e trascurato dai compagni di classe, Hira diventa presto un tirapiedi del gruppo di Kiyoi, un ruolo che accetta unicamente per poter stare insieme a quest'ultimo. Tuttavia, un evento inaspettato li farà avvicinare, cambiando radicalmente la dinamica della loro relazione.

### Seconda stagione
Dopo aver superato le sfide delle superiori, Hira Kazunari e Kiyoi Sō hanno ormai vissuto diversi anni insieme. Tuttavia, nell'affrontare il quarto anno di college, Hira inizia a sentire il peso della laurea imminente e si rende conto che potrebbe dover cambiare direzione. Senza esperienza lavorativa, si trova alle prese con molte incertezze sul suo futuro. Nel frattempo, Kiyoi si impegna a tempo pieno nella sua carriera di attore, mentre entrambi affrontano le sfide dell'età adulta. La loro relazione sarà abbastanza forte per resistere alle pressioni che si presentano loro?

## Personaggi

### Principali
- Hira Kazunari, interpretato da Riku Hagiwara
Studente del terzo anno di scuola superiore. A causa della sua balbuzie, è silenzioso e non ha amici. Viene usato come servitore dal gruppo di Kiyoi, ma adora e venera quest'ultimo come un "re", continuando a dedicargli fedeltà. Dopo essersi iscritto all'università, si unisce al circolo fotografico.[3]
- Kiyoi Sō, interpretato da Yūsei Yagi
Uno dei compagni di classe di Hira. È dotato di un carisma travolgente che lo colloca al vertice della gerarchia scolastica.[3] Considera Hira, il suo servo, come "disgustoso". Dopo il diploma di scuola superiore, intraprende la carriera di attore.[4]

### Secondari

#### Prima stagione
- Shirota, interpretato da Yūto Tsubone[5]
Compagno di classe di Hira. È il capo non ufficiale del gruppo di Kiyoi, al quale dedica la sua ammirazione.
- Miki, interpretato da Kento Sakurai[5]
Compagno di classe di Hira. È il clown della classe.
- Momo, interpretata da Momoka[5]
Compagna di classe di Hira. È la leader tra le ragazze della classe.
- Shima, interpretata da Aya Marsh[5]
Compagna di classe di Hira. È la reginetta della classe.
- Kurata, interpretata da Shuri Nakamura[5]
Compagna di classe di Hira. Ha un carattere riservato e tranquillo.
- Tachibana, interpretato da Satoru Sōma[6]
Compagno di classe di Hira.
- Aoshima, interpretato da Sōjirō Yoshimura[6]
Compagno di classe di Hira.
- Yoshida, interpretato da Jyōtarō[6]
Compagno di classe di Hira.

- Kazuki Koyama, interpretato da Akira Takano[5]
Studente universitario. Appartiene al circolo fotografico della stessa università di Hira e nutre segretamente sentimenti per lui. Nel secondo semestre, ricopre il ruolo di presidente del circolo.[7]
- Yōhei Koyama, interpretato da Wataru Kuriyama[8]
Fratello maggiore di Kazuki. È il regista della compagnia teatrale di cui fa parte Kiyoi.
- Iruma, interpretato da Toshiyuki Someya[6][8]
Attore popolare nella stessa compagnia teatrale di Kiyoi.
- Yoshizaki, interpretato da Shōgo Amō[9]
Membro della compagnia teatrale di Kiyoi.

#### Seconda stagione
- Anna, interpretata da Sawa Nimura[7]
Attrice. È una senpai dell'agenzia di Kiyoi.
- Suga, interpretato da Yūta Kanai[10]
Manager di Kiyoi.
- Yamagata, interpretato da Iida Kisuke[11]
Presidente dell'agenzia di Kiyoi.
- Sawasaki, interpretato da Kenshin Endō[12]
Kōhai di Hira nel suo circolo.

- Horii, interpretato da Kazuki Ōtomo[13]
Kōhai di Hira nel suo circolo.
- Naho, interpretata da Aya Ayano[14]
Cugina di Hira. È sposata con un membro del Parlamento.
- Tomoya, interpretato da Haru Iwakawa[15]
Figlio di Naho.
- Katsumi Shitara, interpretato da Motoki Ochiai[7]
Fan di Anna.
- Hiromi Noguchi, interpretato da Sōkō Wada[7]
Fotografo. È una delle figure di spicco nel suo settore.

## Colonna sonora
In entrambe le stagioni, la colonna sonora è composta da una canzone di apertura e una di chiusura.

### Prima stagione
1. Mosawo – Caramel – 3:28 (testo: Mosawo, Konawo – musica: Mosawo, Nyonz Tanaka)
2. Roce – Follow – 2:17 (testo: Roce, Hyakkai Ōto – musica: Roce, Nyonz Tanaka)

### Seconda stagione
1. Roce – Bitter – 3:02 (testo: Roce, Hyakkai Ōto – musica: Roce, Nyonz Tanaka)
2. Mosawo – Kinmokusei – 3:07 (testo: Mosawo, Haruhito Nishi – musica: Mosawo, Nyonz Tanaka)

## Episodi
| Stagione         | Episodi | Nº | Messa in onda    |
| ---------------- | ------- | -- | ---------------- |
| Prima stagione   | 6       | 1  | 19 novembre 2021 |
| Prima stagione   | 6       | 2  | 26 novembre 2021 |
| Prima stagione   | 6       | 3  | 3 dicembre 2021  |
| Prima stagione   | 6       | 4  | 10 dicembre 2021 |
| Prima stagione   | 6       | 5  | 17 dicembre 2021 |
| Prima stagione   | 6       | 6  | 24 dicembre 2021 |
| Seconda stagione | 4       | 1  | 8 febbraio 2023  |
| Seconda stagione | 4       | 2  | 15 febbraio 2023 |
| Seconda stagione | 4       | 3  | 22 febbraio 2023 |
| Seconda stagione | 4       | 4  | 1º marzo 2023    |

## Riconoscimenti

### Prima stagione
- Galaxy Award[22]
  - 2022 – Premio My Best TV

- Seoul International Drama Award[23]
  - 2022 – Premio stella dell'Asia a Yūsei Yagi

### Seconda stagione
- Galaxy Award[24]
  - 2023 – Premio My Best TV

- Seoul International Drama Award[25]
  - 2023 – Premio stella dell'Asia a Yūsei Yagi